# 成昴徳
成昴徳（ソン アンド、1983年4月28日 - ）は、兵庫県出身 の元ラグビー選手。現在ジャパンラグビーリーグワン三菱重工相模原ダイナボアーズの普及アカデミースタッフを務めている。

## プロフィール
- ポジションはプロップ(PR)。
- 身長 177 cm、体重 110 kg
- ニックネームはアンド、ソンソン、先生（サウナ）、先生（タグ）。

## 経歴
大阪朝鮮高校から帝京大学へ入る。なお帝京大学時代にはU-23外国人選抜に選ばれたことがある。
大学卒業後、近鉄ライナーズに加入。2014年より三菱重工相模原ダイナボアーズに所属する。
2021年4月24日土曜日神戸製鋼コベルコスティーラーズ戦にて引退。同年、普及アカデミースタッフに就任。